# موریس استراد
 موریس استراد (انگلیسی: Morris Strode؛ زاده ۵ ژوئن ۱۹۶۰) یک تنیس‌باز اهل ایالات متحده آمریکا است.